# 베리 (과일)
베리(berry)는 작고 과육이 많으며 흔히 먹을 수 있는 과일이다. 일반적으로 베리는 과즙이 많고, 둥글고, 밝은 색을 띠고, 달콤하고, 신맛이 나거나 시큼하며, 많은 씨나 씨가 있을 수 있지만 돌이나 씨가 없다. 요리 측면에서 베리의 일반적인 예로는  라즈베리, 블루베리, 블랙베리, 레드커런트, 화이트커런트 및 블랙커런트가 있다. 영국에서는 소프트 프루트(soft fruit)가 해당 과일을 가리키는 원예 용어이다.
식물학적 정의에는 포도, 토마토, 오이, 가지, 바나나, 칠리 고추 등 일반적으로 베리라고 알려지거나 베리라고 불리지 않는 많은 과일이 포함된다. 일반적으로 베리로 간주되지만 식물학적 정의에서 제외되는 과일에는 집합체 과일인 딸기, 라즈베리, 블랙베리와 여러 과일인 오디가 포함된다. 수박과 호박은 "페포스(pepos)" 범주에 속하는 거대한 베리이다. 베리를 맺는 식물은 세균성 식물이라고 한다.
베리는 전 세계적으로 먹으며 종종 잼, 프리저브, 케이크 또는 파이에 사용된다. 일부 베리는 상업적으로 중요하다. 베리 산업은 야생에서 재배되거나 자라는 베리의 종류와 마찬가지로 국가마다 다르다. 라즈베리나 딸기와 같은 일부 베리는 수백 년 동안 경작되어 왔으며 야생 베리와 구별되는 반면, 링곤베리와 클라우드베리와 같은 다른 베리는 거의 무조건 야생에서 자란다.
많은 베리는 식용이지만 벨라돈나풀나 미국자리공과 같은 일부 베리는 인간에게 유독하다. 흰뽕나무, 붉은뽕나무, 엘더베리와 같은 다른 것들은 덜 익으면(성숙하지 않으면) 독성이 있지만 익으면 먹을 수 있다.